# تشبه
تشبه (بالإنجليزية: Tushpa)‏، (الأرمنية: Tuşpa Տոսպ Tosp، الآشورية والتركية: Turuspa).
- مدينة أرمينيا كانت حتى تاريخ 900 ق.م عاصمة مملكة أرارات
- أصبحت لاحقا تعرف باسم مدينة فان وهي مشتقة من Biaina اسم منطقة في أرارات.
- وتقع أطلالها ألاثرية إلى الغرب مباشرة من فان وشرق بحيرة فان في مقاطعة فان التركية.
- يُنسب إليها النبي إلياس التشبي (إيليا)

## أصل التسمية
اشتق اسم المدينة من اسم الإله تشوب [الإنجليزية] Tesûp تشوب ملك الآلهة.
- الإله تشوب ابن الإله كُماربي Kumarbî وكانت الإلهة هبات Hepat زوجته.
- أسلحة تشوب فهي الهواء والزوابع والعواصف والمطر والصواعق والبروق.
- يظهر تشوب في عربة بأربع عجلات يجرها ثوران فتيان اسم أحدهما هوريش Hûrîs أي النهار والآخر شَريش (serîs) أي الليل.
- عرف تشوب باسم تَئيشَبا Teîseba بين الهوريين والأوراتيين.

## تاريخ المدينة
الحفريات الأثرية والمسوحات التي أجريت في مقاطعة فان تشير إلى أن تاريخ الاستيطان البشري في هذه المنطقة يعود على الأقل إلى 5000 ق.م.